# Leptura wickhami
Leptura wickhami är en skalbaggsart som beskrevs av Linsley 1942. Leptura wickhami ingår i släktet Leptura och familjen långhorningar. Inga underarter finns listade i Catalogue of Life.